# Jan Zych (poseł)
Jan Zych – poseł do Sejmu Krajowego Galicji II kadencji (1867–1869), przełożony gminy. Przez pewien czas zamieszkiwał we Lwowie.

## Życiorys
Wybrany w III kurii obwodu Sambor, z okręgu wyborczego Miasto Drohobycz. Na jego miejsce 21 sierpnia 1868 wybrano Dmytra Koczyndyka.